# 王志安 (记者)
王志安（1968年4月21日—），綽號王局，旅日华人、媒体人、调查記者，现任自媒体公司首席记者，曾经担任央视评论员，中国中央电视台记者、节目主持人，《新京报》首席调查记者。他生于中國吉林省吉林市，本科毕业于武汉大学政治系，研究生阶段考入北京大学攻读历史系。1998年底，进入中国中央电视台新闻评论部，曾任《新闻调查》栏目调查记者。
2015年12月从中國中央电视台离职，并於2017年5月2日在中国大陆开设网络节目《局面》，内容为跟踪调查热点新闻和专访公众人物，曾多次揭露中国的腐败，征地和医疗事故。
2019年6月4日，王志安遭到中國政府全网封杀後，移居日本东京。2022年5月，他開始在YouTube经营個人自媒体频道以及其新闻评论节目「王局拍案」，内容主要为中国时政分析、中国大陆社会新闻议题與人物專訪。

## 经历

### 學生時代
王志安出生于吉林省吉林市，籍贯吉林九台。出生三个月后，随家搬往陕西省潼关县，并在此成长。大学毕业后因分配工作，户口在河南洛阳，曾常住北京。
1986年，从陕西省潼关县高考考入武汉大学化学系，一年后转入政治学院。1986年，刚入学的王志安参与了八六学潮，之后1989年参与了八九学运。1989年的六四事件中，4月，王志安在中國武漢參與示威、傳出擔任學生領袖。5月中下旬，王志安去了北京，并自稱擔任武汉大学驻天安门广场的代表，在天安门广场高自联联席会议上呼吁學生返校、复课。
1991年，王志安从武汉大学毕业，之后在河南省洛阳市财会学校任教两年。1993年底调入内蒙古工业大学社科部任教。
1996年，考入北京大学历史系攻读中国近代史专业的硕士学位，1998年获硕士学位。

### 媒体人时期
硕士毕业后，王志安进入中国中央电视台新闻评论部，担任《东方时空》调查记者。先后在《时空报道》、《直通现场》、《时空连线》等栏目任记者、编辑、策划。
2003年3月，筹备《新闻会客厅》栏目。 2004年7月，担任《社会记录》总策划。2008年1月，创办《新闻1+1》栏目，任欄目制片人。
2009年8月，担任中國中央電視台专职新闻评论员。2011年9月，担任《新闻调查》栏目调查记者。2015年12月，于新浪微博上表示自己已从央视离职。
2017年，担任《新京报》首席调查记者，加入旗下“我们视频”，主持人物访谈栏目《局面》。第一季采访了徐晓冬、马保国、周立波、曹德旺。同年《局面》停播。
2019年1月11日，王志安在其微信公众号上发表文章《权健该死，但不是只有它该死》评论权健事件，提到魏则西事件的过往史，不料被百度以文章恶意诋毁品牌形象为由提告侵权。17日，王志安发表文章历数百度罪状，表示不屈服，接受百度的提告。
2019年6月4日，遭到全網封殺而失業，當日其微博账号被封，微信公众号、头条号亦被关停，王志安本人称自己不清楚被封杀的原因。据美联社2022年10月采访，王志安曾揭露中国的腐败，征地和医疗事故。

### 旅日时期
2020年1月，王志安开始长期旅居于日本，其工作室了开设Twitter账号、经营YouTube頻道。《局面》部分內容切片还在抖音海外版（Tiktok）播出。
2022年5月2日，重启新媒體復出，自辦《王局拍案》栏目，專題報導方面，同年7月曾親赴前往乌克兰采访俄乌战争情况，為當時除了鳳凰網外唯一前往烏克蘭採訪的中國大陸媒體記者。9月前往安倍晋三国葬现场拍摄，以及前往福岛第一核电站制作了福島核事故系列專題報導。
2022年10月起，曾接受美联社、NHK日本国际传媒、自由亚洲电台、CBS新聞、瑞士资讯中文網的采访报道。
2023年10月及2024年1月，兩度前往臺灣进行选举观察、社会采访等活动，並首次於2023年10月參加台灣政論節目《年代向錢看》。2024年1月在脱口秀节目《贺珑夜夜秀》中發表關於民進黨不分區立法委員候選人陳俊翰的言論引發爭議。2024年1月24日，據中華民國大陸委員會稱其使用「第三地陸籍人士」方式申請來台觀光，在台灣參加網路節目《贺珑夜夜秀》已違反目的，后由內政部移民署廢止其入境許可，並管制5年不予許可來臺觀光。
此外，王志安还采访过吕秀莲、邓海燕、阿嘉·洛桑图旦·久美嘉措、许成钢、克里斯托夫·雷克、吴国光、李承鹏、薛蛮子、野夫、李老师不是你老师、多伦多方脸等人物。

## 作品

### 書籍
| 出版时间       | 书名                        | 创作完成时间          | 作者   | 上架平台                | 上架平台 | 语言     | 附注                                           |
| 出版时间       | 书名                        | 创作完成时间          | 作者   | 电子书                  | 纸质书   | 语言     | 附注                                           |
| -------------- | --------------------------- | --------------------- | ------ | ----------------------- | -------- | -------- | ---------------------------------------------- |
| 2024年5月1日   | 《王志安谈治国理政 第一卷》 | 2022年5月2日至7月     | 王志安 | 亚马逊、苹果图书Patreon | 未知     | 繁体中文 | 首刷電子书，標題及封面戲仿《习近平谈治国理政》 |
| 2024年12月25日 | 《王志安谈治国理政 第二卷》 | 2022年8月到2022年10月 | 王志安 | 亚马逊、苹果图书Patreon | 未知     | 繁体中文 |                                                |

## 政治立場
自由亞洲電台2022年11月刊登對王志安訪問，王志安表示，作为一名流亡海外的记者，他能做的就是推动中国百姓觉醒。王志安说，“朱镕基当年到央视题词，称《焦点访谈》是人民的喉舌。但习近平去视察时央视大屏幕上写着：央视姓党永远忠诚。习时代中国媒体已完全没有舆论监督功能”。

### 不反共不反黨
對於被王丹質疑是中共大外宣，王志安說「我不反共，我也不反黨」、「我對反不反共沒有興趣」。被問到做自媒體之後其節目似乎在批判中共執政之下的體制，「是不是自相矛盾」，王志安稱，他就是通過做節目，傳播什麼樣的政策不合理、什麼樣的制度不合理，「我對共產黨本身呢？我覺得它叫什麼都無所謂」、「我也不認為海外的這些所謂的民運人士，他們取而代之就會把中國搞得更好。其實我認為他們大多數人還不如中國共產黨」。針對過去在中國中央電視台的經歷，王志安說，“你要说它完全没有任何意识形态的色彩、宣传的功能，那肯定这么说也不客观，但是我觉得在这里头的确工作了一大批，为了自己理想从事着新闻工作的人，我自己认为我就是这样一个人”。

### 保守自由派
播客同業百靈果曾邀王志安兩度參與，事後稱他是個比較保守的自由派，但他們認為這不影響跟他交流的意願，因為每次對談都能碰撞出很多火花。同為媒體人的范琪斐亦曾與王志安談過兩次，她表示雖然對他的言論有很多不同意，但不認為他是大外宣、也不認為他對台灣有敵意，僅是因為王志安的人生經歷，使他對選舉看法有異。范稱王志安能帶領台灣瞭解中國大陸，她自己也希望帶領王志安理解台灣民主內容。

## 争议事件

### 被指歧視身障人士
2024年1月，王志安申請第三地大陸人士觀光簽證，赴台灣觀摩大選活動，但參加網路節目《賀瓏夜夜秀》節目錄影，被台灣政府指違反觀光目的。在節目中，王志安形容台灣大選像場「秀」，造勢場合很像演唱會和娛樂節目現場，並批評民進黨把“殘疾人士”（被認為是指民進黨全國不分區立委候選人第16名陳俊翰）推到造勢舞台進行煽情。他隨後以顫抖手勢模仿身障人士，頭部微仰並喊「支持民進黨，搶救王義川」，引發觀眾哄堂大笑。此前，王志安曾在觀察台灣選舉造勢的YouTube直播中稱「這是民進黨利用殘障人士進行煽情催票，而不是真正關注他們。」

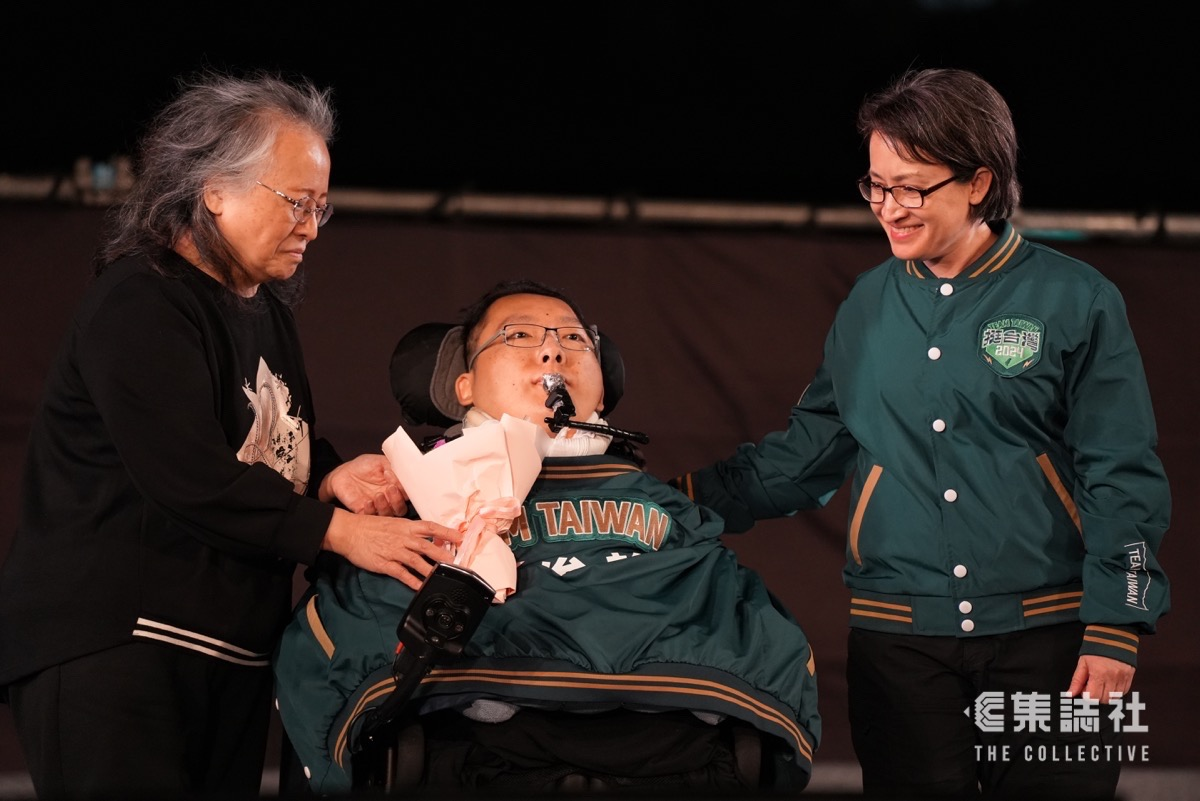
2024年1月11日晚上，台湾总统大选民进党造势现场，陈俊翰上台发言拉票

民進黨強調支持障礙者平權，譴責王志安以訕笑方式影射造勢活動站台人士的惡意言論，對其言論深感不以為然。。而中華民國身心障礙聯盟則稱，模仿嘲笑身心障礙者候選人的言語、肢體表情，是非常不妥的歧視行為，身心障礙者和所有公民一樣，有參政權、選舉權，能自由選擇參加政治類活動、支持理念相同的政黨等，這些都是民主社會中的自由展現。對此《賀瓏夜夜秀》製作人向陳俊翰致歉，並表示該節目製作組會在各大平台上修剪影片。但《賀瓏夜夜秀》的編劇、脫口秀演員老K則是發聲支持王志安，並批評民進黨不接受他人公評。《夜夜秀》的贊助商也被挖出號召抵制，多家合作商因此解約。
王志安在X（推特）上回應，認為自己主要表達民進黨的選舉策略是消費殘障人士，若是民进党真的重视残疾人士，为什么不将陈俊翰放入不分区立委安全名单？王志安指控是民进党打压他，并認為民進黨發言人張志豪將綜藝節目的言論斷章取義並強力施壓的行動非常惡劣，沒有民主政黨的樣子，称民进党的发言人去大陆当外交部新闻发言人，可以无轨衔接，并批評民進黨像绿色共产党。王志安也說，如果陳俊翰律師對此事感到被冒犯，他願意當面向他本人致歉，不過也仍然會譴責民進黨與將殘障人士當做選舉造勢的工具一事。同时，有人认为，王志安在节目中说的重点是要政党不要玩弄选民感情，批评王志安的人并非是为身障人士抱不平，而是因为他批评了民进党的选举与造势手法。
民进党发言人吴峥表示，提名陈俊翰为不分区立委是考虑他的法律专业背景，并能为身障者权益发声，不分区立委名单顺序是沟通后的结果，专业不是唯一指标。陳俊翰本人表示，「中國連選舉的自由都沒有，卻嘲笑台灣民主自由的選舉方式，覺得很荒謬」，王志安應該對全台灣的障礙者道歉，並希望王志安檢討反省一下自己對障礙者的刻板印象。
國民黨文傳會主委林寬裕強力譴責王志安和《夜夜秀》，「任何人都不應該因為膚色，信仰，性別，身心狀況等遭受任何不公平的待遇」，發言人楊智伃提到，國民黨非常重視社會平權共容，希望各界能秉持社會共好的觀念，避免造成撕裂。台灣民眾黨主席柯文哲也說到，陳俊翰是一位勇敢突破身體限制的律師，相信這也是民進黨提名他的理由，若簡化成「推上去煽情」的秀，這種訕笑他人的節目橋段，當然需要檢討。
《破土》杂志共同创办人丘琦欣告诉美国之音，他相信这件事上并没有“正确的一方”。丘琦欣認為王志安的言论确实是对残障人士的歧视，但台湾人对他的反应缺少对他的认识，将其简单看作是一个威权主义中国人对台湾的批评。对他的批评如此之严厉也是因为他的国籍。丘琦欣認為这次争议事件反映的是两岸之间政治问题以外的身份碰撞，这当中有着许多并非北京当局引起的紧张气氛。
王志安1月26日在個人YouTube頻道發表道歉影片，他說因為這次事件，有人將他本人以及其團隊的個人資料公開，對他的團隊造成生命安全威脅。然後稱曾嘗試聯絡陳俊翰，希望直接道歉，陳俊翰的助理拒絕並呼籲王向台灣所有殘障人士道歉。所以發表影片向他及臺灣的殘障人士為自己在節目中模仿殘疾人的行為道歉，並重申其本意是「心疼殘疾人」，並認為民進黨讓他在造勢大會出場應該考慮到他的身體狀況；再為自己對《賀瓏夜夜秀》造成的影響致歉；最後反諷稱自己應歌頌民進黨，是整個台灣民主制度，是華人之光、世界之光、亞洲之光、宇宙之光。
王志安也提出他發起投票中有82%的人認為，節目中台灣人說的「支那」、「支語」詞語，是對中國人的歧視，質疑民進黨為何不譴責這種言論。並且期望陳俊翰律師作為人權律師，在維護殘障人士權益的同時，也能公平對這樣的種族歧視予以譴責，保障其他族群不被歧視。陳俊翰表示，台灣社會絕大多數都是站在譴責王志安惡意訕笑、模仿歧視身障者平等參政權的一方，讓他欣慰，但網路上仍有少數人包含王志安試圖轉移焦點，將一個單純的是非價值判斷問題，導向政黨間的鬥爭，或民進黨政府刻意打壓言論自由和網路節目，仍令人遺憾。
2024年2月15日陈俊翰逝世的消息公开，随后王志安在推特上发表对陈俊翰的正式道歉信。不過王志安表示希望台湾社会能更谨慎让身障人士参加造势晚会。王志安的這番言論又遭到中華民國身心障礙聯盟秘書長洪心平的批評，王志安在2月5日发布的道歉视频里承諾捐出100萬日圓，而台灣罕見疾病基金會在2月16日确认在2月8日之前收到过据传是王志安创立的公司的同样金额的款项，已拒收並完成退款。

### 遭禁止入境台湾
中華民國政府大陸委員會稱，王志安是以海外居住的大陸地區人民的觀光簽證來台，上網路節目《賀瓏夜夜秀》已違反相關法規。內政部移民署宣布王志安違反《大陸地區人民來臺從事觀光活動許可辦法》第16條規定，決定取消其一年多次出入臺灣的許可，同時管制5年不予許可來臺觀光。王志安不滿內政部的行政處分，並宣布提起訴願。
2024年9月27日，王志安向台湾内政部移民署提出的诉愿被驳回，王志安表示这是一种政治裁定，并认为他到台湾参加政治访谈没有收取报酬，其行为符合台湾教育部字典对“观光”一词（参观他国的文物制度、政教习俗）的解释，将正式起诉台湾移民署。

### 遭前妻指控誘騙離婚
王志安的前妻李汀也是網路紅人，曾在新浪微博擁有高達830萬粉絲，为中國科普作家協會會員，曾任職于中國科學院大氣物理研究所，持有博士學歷，以筆名「大脸撑在小胸上」發表百余篇關於大氣物理與氣象類科普文章，李汀表示王志安曾經以“家里两个不能都在风口浪尖”为由要求她退出网络，并隱瞞婚姻關係，以及辭去中科院頭銜的優渥工作、搬來日本等事。
2025年3月9日晚，李汀進入王志安的東京工作室開直播指控其是被逼離婚，之後王志安出現在直播畫面，指控其闖入而報警，他呵斥李汀道：「你給我滾，在我们家住了九天了，看把孩子吓的，你等著進監獄」，隨後直播被前來安撫的工作人員切斷，次日李汀再度開直播爆料，指控王志安誘騙她辭職搬到日本生活，她為了丈夫的事業，放棄了自己的未來與社會聲量，結果不到兩個月王志安就要求她簽署離婚協議。李並稱王在離婚時，曾約定說好不會再生育小孩，因此兩人的孩子「可以得到全部的父愛」，表示自己已經被背叛。除此之外，她还指控王志安在中國期間曾對她使用肢體動作。王志安隨後發出長文回應私事，指出自己從未家暴李汀，但承認兩人有过肢體衝突；他並指出，李有患抑鬱症，日本舒适的环境或对她的康复有积极作用，加上为了孩子的教育才來的日本。同時，王志安表示离婚原因主要是“性格不合”，在三年前（2021年2月）其和李汀簽署第一份離婚協議后，王志安就搬家、住在朋友的民宿裡。王志安还否认了違反離婚協議的事情：「幫我們辦離婚手續的有律師、翻譯，均能見證我們的協商過程沒有任何欺詐行為，最终协议也已提交给东京地方裁判所」。有关抚养费，他也表示撫養費不單單只有84000日圓，有協助支出母女其他的費用。